# Coccoloba charitostachya
Coccoloba charitostachya är en slideväxtart som beskrevs av Paul Carpenter Standley. Coccoloba charitostachya ingår i släktet Coccoloba och familjen slideväxter. Inga underarter finns listade i Catalogue of Life.